# Johann Heinrich Gleser
Johann Heinrich Gleser, né le 27 juin 1734 à Bâle et mort dans la même ville le 16 février 1773, est un historien suisse.

## Biographie
En 1760, Johann Heinrich Gleser est le premier à publier le Pacte fédéral de 1291 dans l'annexe de son ouvrage traitant des alliances des confédérés.